# L'Image (film)
Pour les articles homonymes, voir Image (homonymie).
Pour plus de détails, voir Fiche technique et Distribution.
L'Image (titre germanophone : Das Bildnis) est un film franco-autrichien réalisé par Jacques Feyder, sorti en 1923.

## Synopsis
Trois hommes tombent amoureux d'une même femme dont ils ne connaissent que la photographie.

## Fiche technique
- Titre : L'Image
- Titre germanophone : Das Bildnis
- Réalisation : Jacques Feyder
- Scénario : Jacques Feyder, d'après un texte original de Jules Romains
- Photographie : Léonce-Henri Burel, Paul Parguel
- Décors : Alexander Ferenczy
- Société de production : Vita-Film
- Pays de production :  France,  Autriche
- Langue : film muet avec les intertitres en français
- Format : Noir et blanc — 35 mm — 1,33:1 — Muet
- Dates de sortie: 
  - Belgique : 2 octobre 1923
  - Autriche : 1924
  - France : 3 octobre 1925

## Distribution
- Arlette Marchal : Madeleine Fontevrault
- Malcolm Tod : l'ingénieur
- Jean-Victor Marguerite : le séminariste
- Victor Vina : l'ouvrier diamantaire
- Fred Louis Lerch : le peintre
- Armand Dufour : le photographe
- Fred Hennings : l'astronome